# 磨滩镇
磨滩镇，是中华人民共和国四川省广元市昭化区下辖的一个乡镇级行政单位。

## 行政区划
磨滩镇下辖以下地区：
磨滩镇社区、磨滩村、金堂村、龙桥村、金华村、佛岩村、碧松村、照山村、百胜村、山青村、长青村、马安村、中华村和金包村。